# Concili de Tolosa del 1229
L'actuació inquisitorial en l'època medieval fou diferent en ambdues corones: en la Corona d'Aragó l'acció inquisitorial fou molt més destacada; mentre que a la corona de Castella va tenir un paper més tímid.
En aquest context, el Concili de Tolosa del 1229 va ser el moment en què es van prohibir els llibres sagrats en llengua vulgar, excepte el Saltiri (recull de salms) i les Hores de la Verge